# Selección femenina de balonmano de Paraguay
Selección femenina de balonmano de Paraguay es el equipo que representa a Paraguay en las competiciones internacionales de balonmano organizadas por la Federación Panamericana de Balonmano (PATHF), la Federación Internacional de Handball (IHF) y el Comité Olímpico Internacional (COI), y se rige por Confederación Paraguaya de Handball. Estuvo presente en el Campeonato Mundial de Balonmano Femenino en el 2007, 2013, 2017 y 2023.

## Palmarés
- Campeonato Panamericano de Balonmano Femenino:
  - Medalla de bronce: 2017
- Juegos Suramericanos:
  - Medalla de plata: 2006, 2022
- Juegos Bolivarianos:
  - Medalla de oro: 2013, 2017[3]